# Clementi-Trio
Le Clementi-Trio est un trio avec piano allemand fondé en 1979.

## Historique
Le Clementi-Trio est un ensemble de musique chambre en effectif trio avec piano (soit un violon, un violoncelle et un piano) fondé en 1979. Basé à Cologne, il est nommé en hommage à Muzio Clementi, compositeur prolifique de trios avec piano.
Le répertoire de la formation couvre plusieurs siècles de musique et intègre de nombreuses œuvres écrites à son intention, notamment de Morton Feldman (Trio, 1980), Dieter Schnebel (Lieder ohne Worte, 1980/82/86), Lorenzo Ferrero (My Blues, 1984), Aldo Clementi (Trio, 1988), Clarence Barlow (en), Doris Hays (en), Kevin Volans et Manfred Stahnke (en).

## Membres
Les membres du Clementi-Trio sont :
- violon : Konstantin Gockel (1979-1985), Daniel Spektor (depuis 1985), qui joue sur un violon de Giovanni Floreno Guidante (Bologne, 1752) ;
- violoncelle : Manuel Gerstner, qui joue sur un violoncelle de Raffaele Fiorini (en) (Bologne, 1891) ;
- piano : Deborah Richards.